# Stjepan Beato Bukinac
Stjepan Beato Bukinac OFM (Bač, Bačka 30. srpnja 1912. - Karlovac lipanj 1945.) je bio bački Hrvat, franjevac iz Bača.
Pučku školu završio u Baču, gimnaziju u Varaždinu, studij teologije na Papinskom ateneju Antonianum u Rimu, doktorat iz teologije 1939. na temu iz crkvene povijesti «De activitate franciscanorum in migrationibus populi croatici saeculis XVI et XVI" 1939. godine. Prva dva poglavlja disertacije objavljena u Zagrebu 1940. godine. Vjeroučitelj u Karlovcu (Hrvatska). Strijeljan od partizana u lipnju 1945. u Karlovcu.

## Djela
- "O ulozi Franjevaca u seobama hrvatskog naroda u XVI. i XVII. stoljeću : disertacija iz sv. Teologije", prijevod Bele Tonkovića, izdanje subotičke "Pučke kasine 1878.", ISBN 978-86-905145-3-3 2007.

## Vanjske poveznice
- Radio-Subotica  Arhivirana inačica izvorne stranice od 21. listopada 2007. (Wayback Machine), Knjiška produkcija vojvođanskih Hrvata u 2007. (I.)
- Radio-Subotica  Arhivirana inačica izvorne stranice od 11. travnja 2008. (Wayback Machine), Knjiška produkcija vojvođanskih Hrvata u 2007. (II.)
- Radio-Subotica  Arhivirana inačica izvorne stranice od 30. ožujka 2008. (Wayback Machine) Predstavljanje knjige o ulozi Franjevaca u seobama hrvatskoga naroda
- Franjevac o. Beato Bukinac, žrtva komunističke strahovlade  Arhivirana inačica izvorne stranice od 15. srpnja 2009. (Wayback Machine) Feljton Glasa Koncila
- Hrvatska riječ[neaktivna poveznica] Stanka Čoban: Vrijedno djelo o povijesti hrvatskoga naroda, 20. studenog 2009.